# Lucas Evangelista
Lucas Evangelista Santana de Oliveira (Limeira, 6 mei 1995) is een Braziliaans voetballer die bij voorkeur als offensieve middenvelder speelt. Hij tekende in augustus 2014 een vierjarig contract bij Udinese, dat hem overnam van São Paulo.

## Clubcarrière
São Paulo haalde Lucas Evangelista in september 2012 weg bij Desportivo Brasil. Hij maakte zijn debuut in de Braziliaanse Série A in juni 2013, tegen Atlético Mineiro. Op 11 augustus 2013 scoorde hij zijn eerste doelpunt als prof, tegen Portuguesa. Hij droeg het doelpunt op aan zijn vader, aangezien net op die dag in Brazilië Vaderdag gevierd werd.

## Interlandcarrière
Lucas Evangelista speelde drie interlands voor Brazilië -20, waarin hij eenmaal het net wist te vinden.
1 Lodygin ·
2 Vagiannidis ·
3 Max ·
4 Pérez ·
5 Schenkeveld ·
6 Zeca ·
7 Ioannidis  ·
8 Ounahi ·
9 Šporar ·
10 Tetê ·
11 Bakasetas ·
14 Palmer-Brown ·
15 Ingason ·
16 Čerin ·
17 Mancini ·
18 Limnios ·
20 Maksimović ·
21 Jedvaj ·
23 Magnússon ·
25 Mladenović ·
27 Kotsiras ·
28 Pellistri ·
29 Jeremejeff ·
31 Đuričić ·
37 Kleinheisler ·
44 Nikas ·
52 Vilhena ·
55 Arão ·
69 Drągowski ·
77 Verbič ·
81 Lilo ·
Coach: Alonso